# Naturschutzgebiet Gesshardthöhle
Koordinaten: 51° 15′ 38″ N, 7° 39′ 2″ O
Das Naturschutzgebiet Gesshardthöhle ist ein 0,52 ha großes Naturschutzgebiet (NSG) nordwestlich von Altroggenrahmede bzw. nördlich vom Weiler Grünewiese im Stadtgebiet von Altena im Märkischen Kreis in Nordrhein-Westfalen. Das Gebiet wurde 2004 von der Bezirksregierung Arnsberg per Verordnung als NSG ausgewiesen. Das NSG ist seit 2004 auch als FFH-Gebiet Gesshardthöhle (Nr. DE-4711-302) deklariert. Es gibt auch die Schreibweise Geßhardthöhle.

## Gebietsbeschreibung
Bei dem NSG handelt es sich um die touristisch nicht erschlossene Gesshardthöhle. Die Höhle wurde 1911 entdeckt. Sie ist in mehrere Gänge verzweigt, deren Länge sich auf insgesamt 209 m summiert. Sie liegt in einer Kalklinse des unteren Mitteldevon. Diese hat durch Tropfwasser gespeiste Sinterbecken, ein temporäres stehendes Höhlengewässer und geräumige Hallen ausgebildet. 
Das NSG liegt an einem südwestexponierten Berghang. Im Umfeld der Höhle liegt ein artenreicher Mischwald aus Eichen und Buchen mit einigen Fichten.  In Fugen der am Höhleneingang liegenden Kalkfelsbrocken wächst der Hirschzungenfarn. Westlich, südlich und östlich fällt das Gelände sanft zu den Auen des Krummenscheider Baches hin ab. Dort finden sich ausgedehnte landwirtschaftlich genutzte Flächen. Nördlich steigt das Gelände steil zur 389,6 m ü. NHN hohen Kreuzbuche auf.
Das Gebiet ist nur schwer zugänglich und auch nicht durch forstwirtschaftliche Wege erschlossen. 

## Gesshardthöhle
Die Höhle ist ganzjährig verschlossen und beherbergt im Winter mehrere Fledermausarten, Amphibien und Insekten (Schmetterlinge, Zweiflügler u. a.).
Bisher konnte die Nutzung als Winterquartier für die Fledermausarten Fransenfledermaus, Große Bartfledermaus und Großes Mausohr nachgewiesen werden.